# Myosotis venosa
Myosotis venosa är en strävbladig växtart som beskrevs av John William Colenso. Myosotis venosa ingår i släktet förgätmigejer, och familjen strävbladiga växter. Inga underarter finns listade i Catalogue of Life.